# Mölle

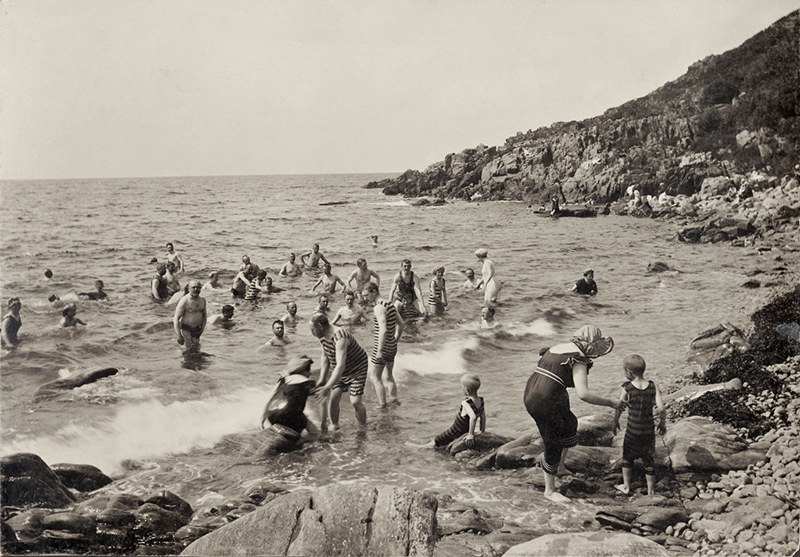
Badande i Ransvik 1910.

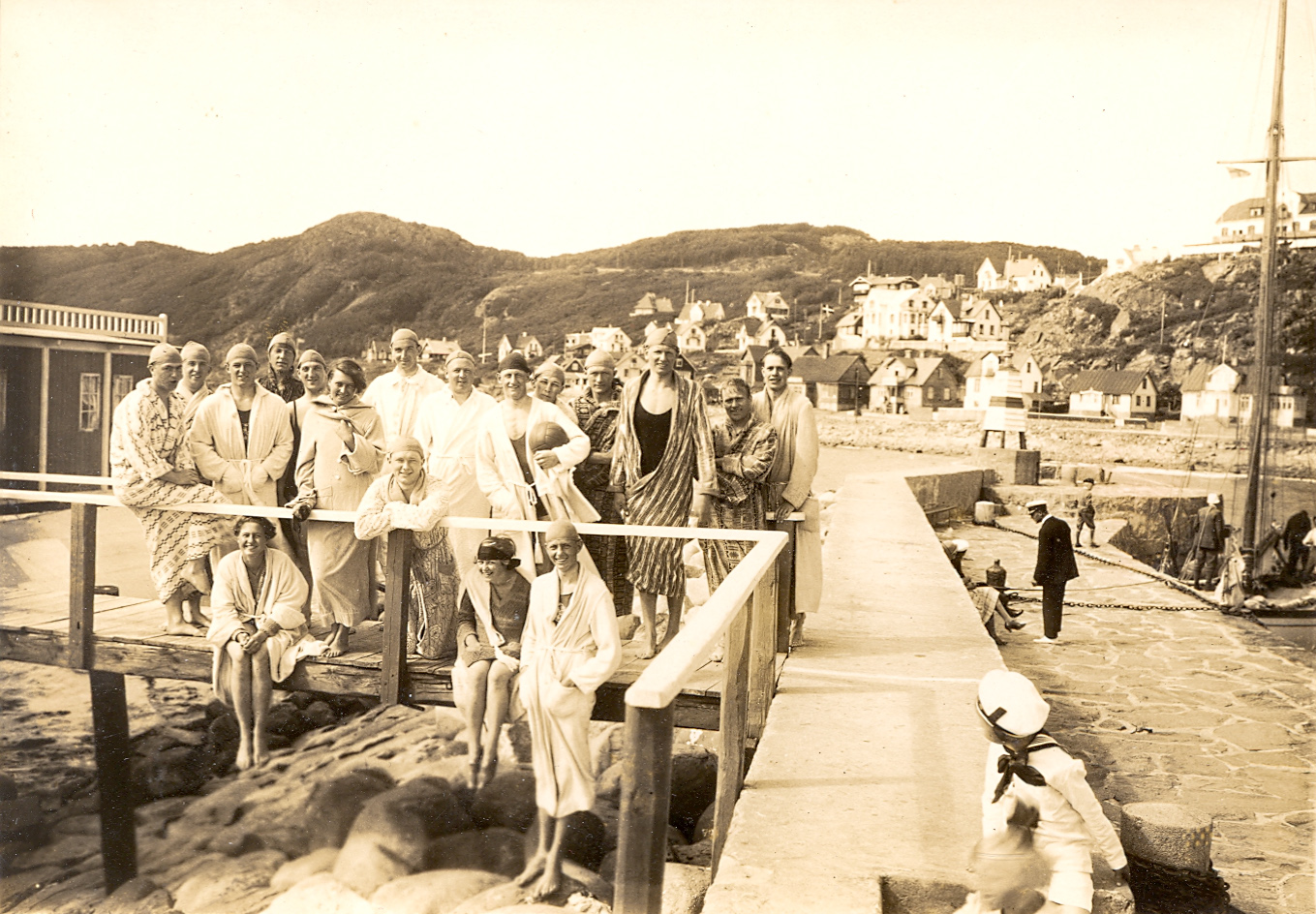
Badliv i Mölles hamn på 1920-talet. Kallbadhuset skymtar till vänster. Det stod kvar fram till isvintern 1942.

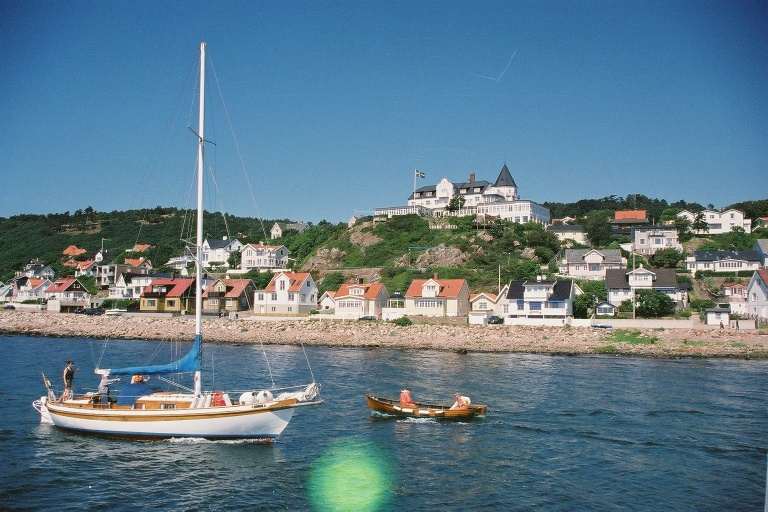
Mölle från havet. Överst ses Grand Hotel Dahlberg på klippan Harastolen. Längst nere vid vattnet ligger Norra Strandvägen.

Mölle är en tätort i Kullabygden i Brunnby socken i Höganäs kommun, Skåne län. 
Samhället var från början ett fiskeläge, men kom att spela en stor roll i den framväxande turismen i Sverige i slutet av 1800-talet. Till detta bidrog – och bidrar – Mölles natursköna läge invid Öresunds norra utlopp, med Kullaberg som bakgrund. Gemensamhetsbad för män och kvinnor introducerades i Ransvik i början av 1900-talet. Storhetstiden som turistort inträffade strax före första världskriget, men även under mellankrigstiden var turistströmmarna stora. Fortfarande är Mölle en populär turistort med en tredubbling av invånarantalet under sommarmånaderna.

## Ortnamnet
I ett danskt brev från 1491 skrevs ortnamnet Myllæ, år 1569 Mölle leye. I en jordbok från 1651 läser man Mylle Leyit och på 1684 års karta över Skåne Mölle Läger. 1765 förekommer Mölle Fiske-Läje, och 1820 nämns första gången Mölle. Det är uppenbarligen en mölla som givit upphov till ortnamnet, men exakt var denna mölla legat, vet man inte med säkerhet. Man tror dock att det kan ha rört sig om en vattendriven kvarn som legat vid den bäck som rinner genom Mölle, och att kvarnen låg strax norr om nuvarande Kullabergsvägen. På en arkeologisk karta från 1860 finns ordet "mölla" på denna punkt.

## Historia

### Tidig historia
Mölletrakten har varit bebyggd sedan stenåldern. Orten Mölles existens har kunnat visas sedan 1491, genom handlingar i ett arkiv i Köpenhamn. Därför firades ortens 500-årsjubileum 1991. Samhället var från början ett fiskeläge under Krapperups slott. Det var bönderna i Mölle by, Gylleröd, Bärekull, Krapparp och Möllehässle som använde sig av detta "läge". Den första kända kartan från 1685 visar ingen hamnanläggning. En sådan förekommer för första gången på en karta från 1755. Fiskeläget bestod år 1569 av tio fiskarehus. Bakom dem, en bit inåt land, fanns från början en gård. Så småningom tillkom ytterligare en gård, och dessa gårdar tillsammans bildade Mölle by. På 1680-talet fanns totalt 22 hus, och kring sekelskiftet 1800 var antalet uppe i 66.
På tidigt 1700-tal befarade man att Skåne skulle kunna återtas av danskarna. Karl XII lät därför uppföra och förstärka ett antal befästningar längs den skånska kusten. En av dessa är Karl XII:s skansar i Mölle. De ligger 400 m nordväst om hamnen och uppfördes under åren 1715–16. Skansarna bestod från början av tre redutter med mellanliggande linjer. Endast en redutt, den högra, återstår. De övriga har förstörts genom bebyggelse.
Mölles karaktär av kompakt fiskeläge förändrades efter en storbrand i augusti 1890, som lade 16 av byns 129 hus i aska. De två bondgårdar som utgjorde Mölle by brann även ner då. Branden ledde till att stenhus i villastil ersatte fiskarlängor och korsvirkeshus med halm- och vasstak. Brandrisken minskade dessutom när avstånden mellan husen ökade.
Rusthållshemmanet Bökebolet, omfattande 24 ha, låg tidigare i Mölles nordvästra utkanter och ingick från början inte i själva fiskeläget. Bökebolet kan från början ha varit en avstyckning från Kullagården, eftersom Bökebolet och Kullagården förr hade ett gemensamt ansvar för skötseln av Kullens fyr. Idag har Bökebolets marker växt samman med det övriga Mölle. Bökebolet infogades administrativt med Mölle i samband med municipalsamhällets bildande (se nedan), och bidrog till detta med 43 hus.
Mölle var och är beläget i Brunnby socken och ingick efter kommunreformen år 1862 i Brunnby landskommun, där för orten 18 oktober 1907 inrättades Mölle municipalsamhälle. Då fanns i samhället 158 hus och 620 invånare, och omfattade 99 ha. Municipalsamhället upplöstes 31 december 1965, och vid kommunreformen 1971 blev Brunnby landskommun en del av Höganäs kommun.

### Turismen och badlivet i Mölle
Till tidiga "turister" i Mölle kan räknas Carl von Linné som besökte Mölle på sin skånska resa den 14 juli 1749, Ernst Moritz Arndt som vid sin resa år 1804 besökte Mölle den 28 augusti, och Jonas Carl Linnerhielm som beskrev ett möllebesök i Bref under nya resor i Sverige (1806). Något senare besökte riksantikvarien Oscar Montelius Mölle och berättade i sin reseberättelse från 1872 om besöket.
Redan år 1845 avtalade värdshusägaren Nils Corfitzon med ett danskt rederi om båttrafik till Mölle, och då började framför allt danska besökare anlända till Mölle med ångbåt på somrarna.  På 1850-talet gästade svenska och danska kungligheter Kullagården som ägdes av Gustaf Elfverson, samme man som 1886–87 lät anlägga Italienska vägen mellan Mölle och Kullens fyr. Elfverson hade stor betydelse för marknadsföringen av Mölle och Kullaberg, en roll som så småningom kom att övertas av fotografen Peter P Lundh (se nedan). Detta gjorde att Mölle på 1890-talet blev känt som en av Sveriges första badorter. Till detta bidrog även att den tyske kejsaren Vilhelm II den 30 juli 1907 stannade till här med sin yacht "Hohenzollern" några dagar. Under åren efter den tyske kejsarens inofficiella besök tillkom flertalet av Mölles många hotell, vilket möjliggjorde samhällets successiva omställning från fiskeläge till turistort.
I början av 1870-talet startade fru Katarina Jönsson rumsuthyrning i liten skala, en verksamhet som med åren kom att utvecklas till pensionatsverksamhet och hotell, men den verkligt stora turistinvasionen kom igång först i början av 1880-talet när den stora hamnen stod klar. Så småningom byggdes ett tjugotal hotell och pensionat med milsvid utsikt mot Mölle hamn, Kattegatt, Öresund och Danmark: Hotel Kullaberg (1890), Hotell Corfitzon (1895), Hotell Mölleberg (1898), Hotel Elfverson (1902), Pensionat Mölle / Turisthotellet (1903), Hotell Sjöhem (1904), Hotell Lindström (1905), Grand Hotell Ahlbäck (1909), Hotell Olympia (1913), Villa Storhallen (1914), Strandpensionatet (omkring 1920).
I Tyskland badade redan män och kvinnor tillsammans. Detta spred sig till Mölle under åren efter 1905, och med detta uppkom epitetet Synden i Mölle. Det handlade dock inte om nudism – både män och kvinnor bar sina ofta tvärrandiga baddräkter. Gemensamhetsbaden ägde rum vid Ransvik, ett stycke nordväst om samhället. Mölleturismens syndfulla rykte förstärktes av massproducerade badvykort av den lokale hovfotografen Peter P Lundh, av ett 15-tal stumfilmer producerade på orten och av otaliga revynummer med ironier över Mölleturismen.
År 1885 invigdes Skåne–Hallands Järnväg. Man kunde då lätt ta sig med tåg till Höganäs, och därifrån med häst och vagn till Mölle. Året därpå, 1886, fick Mölle en fast ångbåtsförbindelse med Helsingborg via Viken. År 1907 startade Sveriges första reguljära busslinje, som gick mellan Höganäs och Mölle. Bussarna kunde dock bara ta tio sittande personer, och den kapaciteten var för liten. Man byggde därför en järnväg mellan Höganäs och Mölle, Möllebanan, som invigdes år 1910.
Under åren före 1914 var Mölle mer en tysk och dansk turistort än en svensk. Mölle blev något av en tysk koloni med återkommande tyska flottbesök. All tysk turism upphörde med första världskriget. Under mellankrigsåren fick Mölleturismen ett nytt starkt uppsving innan de tyska besöken upphörde med nazisternas maktövertagande 1933. Då satte stränga tyska valutaregler stopp för nästan all tysk utlandsturism. Efter andra världskriget gjordes försök att åter blåsa liv i de utländska turistströmmarna. Men nya semestervanor och en ökande bilism har gjort Mölle och Kullaberg mer till ett populärt mål för dagsutflykter och mindre en mondän kurort av kontinentalt snitt.

### Försvar
Till följd av invasionen av Danmark under andra världskriget byggde en pluton under ledning av fänrik Karl Erik Rosén ett kulsprutevärn som de kallade Lilla Gibraltar. I juli 1940 flög ett tyskt bombplan av modell Heinkel in över Mölle hamn, varpå det sköts ner. Besättningen räddades av en tysk jagare.

### Befolkningsutveckling
| Befolkningsutvecklingen i Mölle 1900–2020 | Befolkningsutvecklingen i Mölle 1900–2020 | Befolkningsutvecklingen i Mölle 1900–2020 | Befolkningsutvecklingen i Mölle 1900–2020 | Befolkningsutvecklingen i Mölle 1900–2020 |
| ----------------------------------------- | ----------------------------------------- | ----------------------------------------- | ----------------------------------------- | ----------------------------------------- |
|                                           |                                           |                                           |                                           |                                           |
| År                                        |                                           |                                           | Folkmängd                                 | Areal (ha)                                |
| 1900                                      | 1900                                      |                                           | 445                                       | †                                         |
| 1960                                      | 1960                                      |                                           | 472                                       |                                           |
| 1965                                      | 1965                                      |                                           | 421                                       |                                           |
| 1970                                      | 1970                                      |                                           | 475                                       |                                           |
| 1975                                      | 1975                                      |                                           | 718                                       |                                           |
| 1980                                      | 1980                                      |                                           | 747                                       |                                           |
| 1990                                      | 1990                                      |                                           | 743                                       | 75                                        |
| 1995                                      | 1995                                      |                                           | 766                                       | 75                                        |
| 2000                                      | 2000                                      |                                           | 722                                       | 75                                        |
| 2005                                      | 2005                                      |                                           | 725                                       | 75                                        |
| 2010                                      | 2010                                      |                                           | 715                                       | 72                                        |
| 2015                                      | 2015                                      |                                           | 634                                       | 86                                        |
| 2020                                      | 2020                                      |                                           | 575                                       | 85                                        |
| † Som köpingsliknande samhälle 1900.      |                                           |                                           |                                           |                                           |

## Samhället

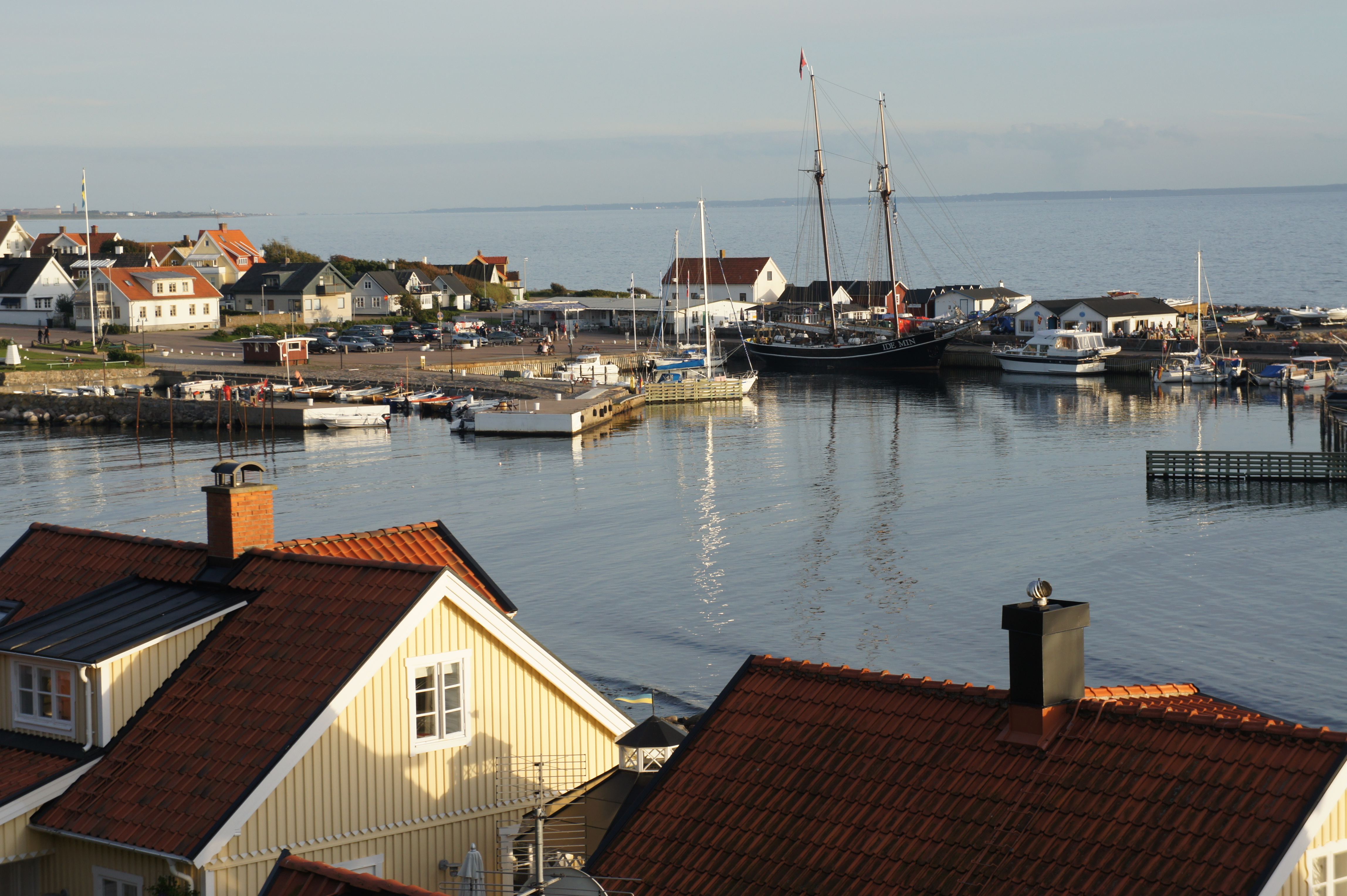
Mölle hamn. Lilla hamnen t.v., Stora hamnen t.h. I hamnen ligger den holländska skonerten IDE MIN som gästade Mölle i augusti 2011. Bakom henne ses hamnbodarna som innehåller hamnkontor, butiker, m.m.

Några Möllehotell omvandlades på 1960-talet till sjukhemmen Bokelid (f.d. Hotell Elfverson)
och Möllegården (f.d. Hotell Storhallen), vilka sedan omvandlades till bostadslägenheter, samt 1973 Strandpensionatet vilket då bytte namn till Strandgården, och är sedan 2003 hotell. Fortfarande har Mölle drygt 700 bofasta invånare, som på somrarna utökas till ca 2 200. Det finns tre hotell Grand Hotel, Mölle, Hotel Kullaberg och Pensionat Strandgården , två närbelägna golfbanor (Mölle GK och S:t Arilds GK), en campingplats, flera dykområden och en småbåtshamn. Mittemot stationen ligger Mölle krukmakeri.

### Mölle hamn
Centrum i Mölle är hamnen och hamnplatsen. 
Dagens hamnanläggning började byggas 1878 och stod färdig 1881. Hamnen består av Stora hamnen, inkluderande gästhamn, och Lilla hamnen. En rad lägre byggnader och bodar omgärdar hamnen. I byggnaderna ligger bl.a. kiosk, matställen, hamnkontor och bokaffär. Ett blickfång i hamnen är Mölles äldsta hotell, Hotel Kullaberg, vackert restaurerat på 1990-talet. I hamnen ligger också Ruffen, en bod som är samlingsplats för ortens båtfolk. Längst ut på den större piren ligger Mölle fyr.
Genom att hamnpiren skyddar endast från ett håll är vågor tidvis ett problem. Beslut om en ny yttre vågbrytare fattades därför år 2008. Avsikten var att den skulle bli 25 m lång och 5 m bred.
I början av 1990-talet upptäckte en grupp vågsurfare att hamnen i Mölle rymmer Sveriges bästa surfvågor. Sedan dess har Mölle blivit en av de populäraste platserna för vågsurfing i Skandinavien, och platsen för flera tävlingar. Byggandet av den nya vågbrytaren överklagades av surfarna, som även har ifrågasatt underhåll av en äldre vågbrytare från 1700-talet.

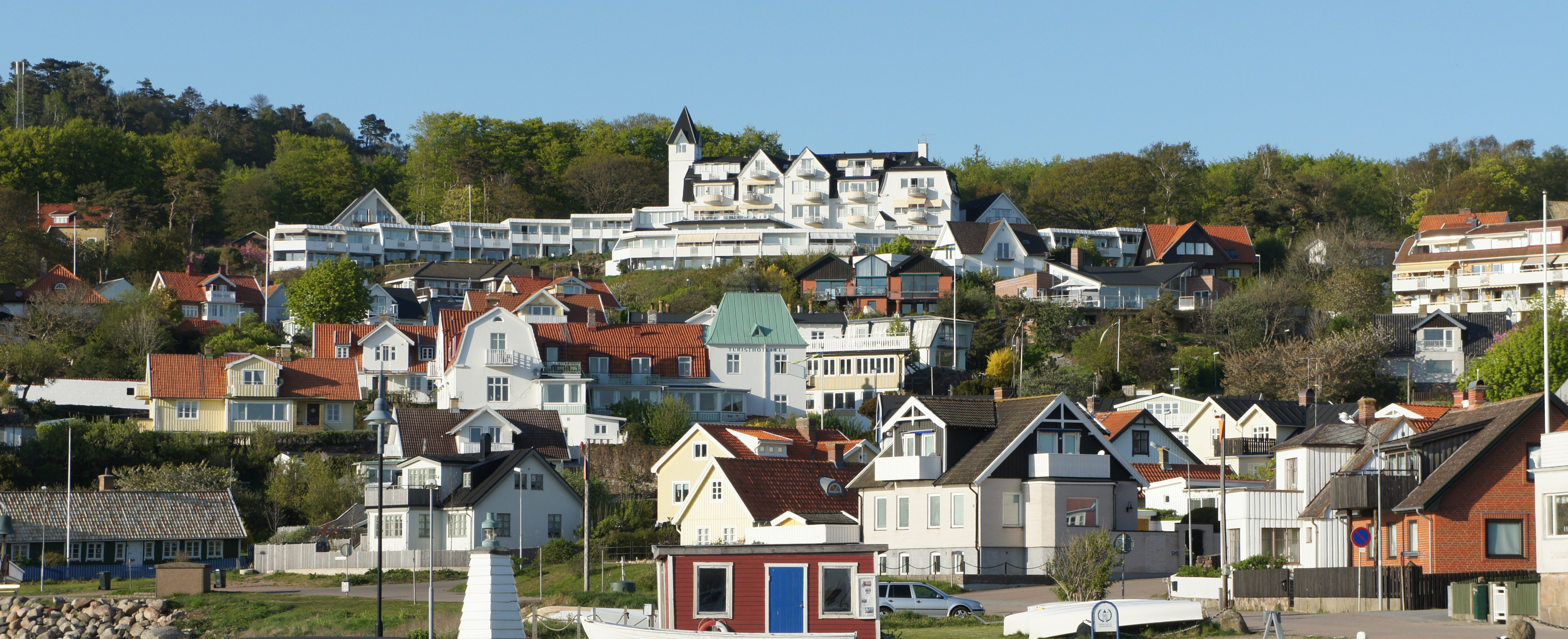
Bilden visar den varierande bebyggelsen i Mölle. Notera det gamla fiskarhuset längst nere t.v. Hotel Elfverson överst. Moderna villor strax därunder. Hyreshuset Trappstigen längst uppe t.h.

### Bebyggelsen i Mölle
Bebyggelsen i Mölle är av blandad karaktär, och kan möjligen betecknas som vildvuxen. De flesta husen är vita till färgen. Gatunätet är anpassat efter terrängen. Det är denna oregelbundenhet som ger Mölle dess speciella charm, men som också av en del besökare uppfattats som mindre tilltalande. Hustyperna varierar mellan de för Mölle så typiska 1½-plans trävillorna med snickarglädje, till italienskinspirerad (Villa Italienborg) och alpinspirerad (Villa Marga) arkitektur, och vidare till 1970-talets modernism (till exempel Corfitz väg 10). Det finns också närmast herrgårdsliknande villor mitt i bebyggelsen, till exempel Villa Ekebo och Villa Trianon. Mölles skyline domineras av de stora hotellen, främst Grand Hotel Dahlberg och Hotel Elfverson, det senare idag bostadsrättsförening. I bebyggelsen ingår också Mölle kapell, invigt 1935, vid infarten till Mölle söderifrån, och Mölle stationshus, idag hemvist för byföreningen. Vid stationshuset ankommer buss från Höganäs.
Det finns även stugbebyggelse av lite enklare slag i Mölle. Längst upp vid Kullabergsvägen ligger Samfälligheten Grindstugorna, bestående av ett antal stugor om 32 m², som från början utgjorde del av en hotellanläggning. På gränsen mot naturreservatet ligger också SCA:s anläggning omfattande 20 stugor som hyrs ut till anställda.
Huvudgatorna i Mölle är dels Kullabergsvägen, som utgör fortsättningen på Länsväg 111, och efter Mölle övergår i Italienska vägen, dels stråket Mölle Hamnallé - Gyllenstiernas Allé, som går till hamnen från Kullabergsvägen, och slutligen Möllelägevägen, samhällets gamla huvudgata, som avgår i sydvästlig riktning från Kullabergsvägen.
1975 inleddes en ny epok i Mölles gamla historia. Då tillkom Gylleröd - ett villaområde med 73 nya 1,5 plansvillor, öster om stationsområdet mellan landsvägen och den gamla banvallen. Gylleröd byggdes modellerat efter en gammal fiskeby med små gator, gränder, öppna ytor och trädgårdar. Området blev ett bra exempel på modern villabebyggelse och ökade ortens befolkning med några hundra bofasta. År 2002 byggdes Mölle ut ytterligare med 29 bostäder genom tillkomsten av lägenhetsbyn Vita Byn mellan Gylleröd och stationsområdet, ett Bauhaus-inspirerat tillskott till Mölles redan varierade bebyggelse.

### Planer
Eftersom Mölle omfattas av 30 olika detaljplaner av varierande ålder, ålade Länsstyrelsen Höganäs kommun år 2009 att ta fram nya detaljplaner för byn. Ett planprogram för Mölle presenterades av kommunen under hösten 2013. I detta program prioriteras hamnen, eftersom de byggnader som finns där endast har tillfälliga byggnadslov. Man har även lyft möjligheten att bygga ett nytt kallbadhus i anslutning till hamnen. Områden för bilparkering i hamnen behöver också ses över.
Ett annat område som aktualiserats i planprogrammet, är området vid Mölle gamla järnvägsstation. En tänkbar utveckling kan vara byggnation av seniorbostäder där. Vidare berörs önskemålet om att utvidga bebyggelsen i SCA:s stugby.

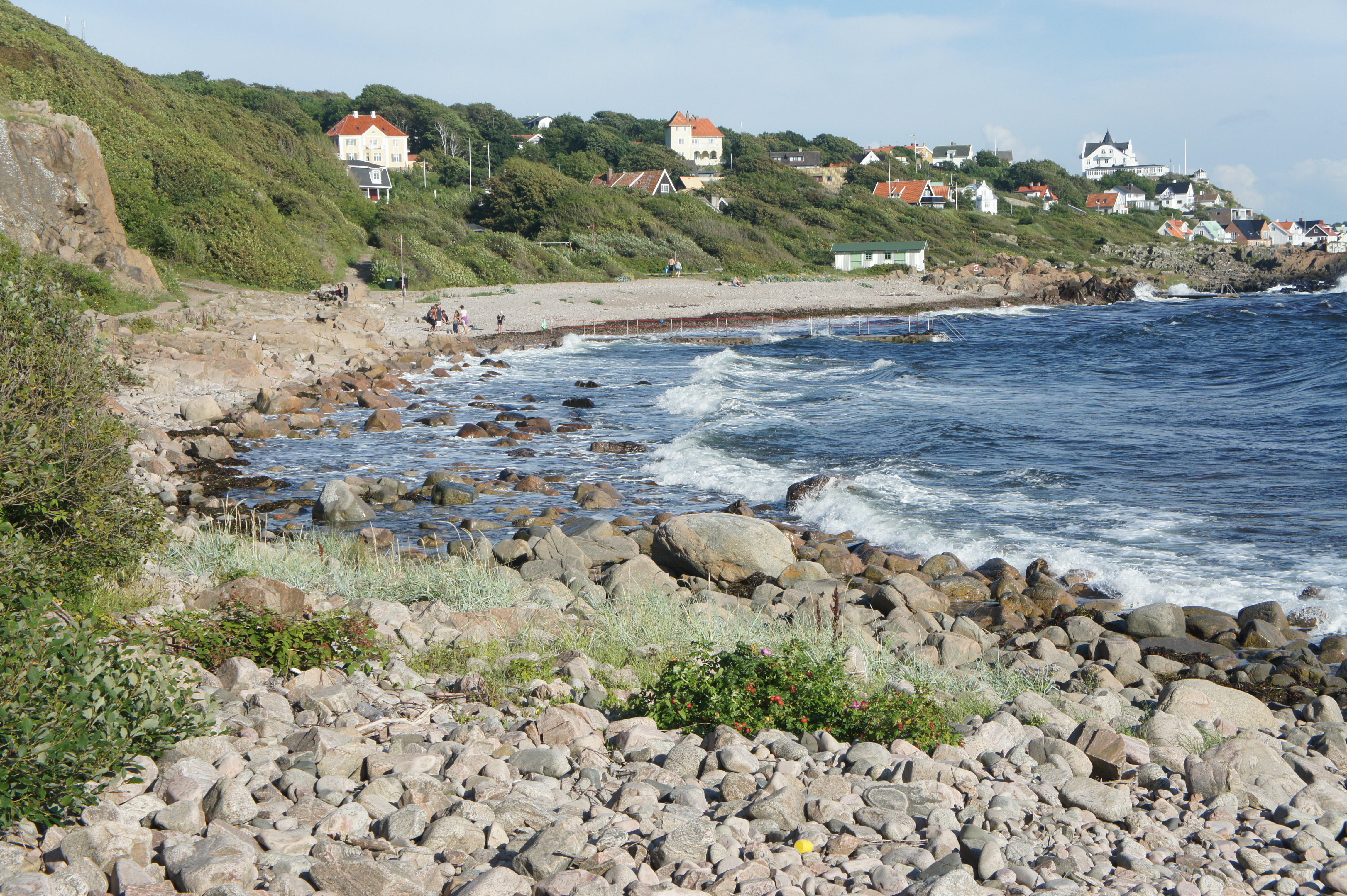
Badplatsen Solviken, Mölle.

### Badplatser i Mölle
Det finns tre badplatser nära Mölle. Solviken ligger där bebyggelsen slutar, och Kullabergs naturreservat tar vid, omedelbart nordväst om Mölle. Vid Solviken finns ett särskilt dambad, och det finns dessutom en bassäng för barn. Från Solviken kan man via en stig ta sig till nästa badplats, Ransvik, där gemensamhetsbaden ägde rum i början av 1900-talet. Ransvik ligger ca 400 m nordväst om Mölle, och dit kan man även ta sig via Italienska vägen. Den tredje badplatsen är Fågelviken som ligger utmed Södra Strandvägen, ca 200 m söder om hamnen. Fågelviken, som är relativt långgrund, är det mest barnvänliga badet. Där finns också en kort sandstrand. Badplatserna domineras annars av klippor. Goda möjligheter till bad finns även i vikar på Kullabergs-området, till exempel Josefinelust.
Tidigare har det funnits åtminstone två olika kallbadhus vid Mölle hamn. Det största av dem, med separata dam- och herravdelningar, stod kvar till isvintern 1942. Varje höst monterades anläggningen ner, för att åter byggas upp till våren. Det har även funnits ett varmbadhus vid Norra Strandvägen 50. Där erbjöds varma saltvattenbad, tångbad och bastu. Varmbadhuset fanns från 1910 till in på 1960-talet, då ledningssystemet kollapsade på grund av det salta vattnets inverkan.

## Omgivningar
Mölle omges av Kullaberg och Kattegatt, utom söderut där ett slättlandskap breder ut sig. På Kullaberg finns ett omfattande stignät. Italienska vägen leder från Mölle ut till Kullens fyr, och passerar på vägen dit Mölle golfklubb, en av landets äldsta golfbanor. Stora möjligheter finns till promenader och grottbesök i Kullabergs-området, som består av två naturreservat, Östra och Västra Kullaberg. I Östra Kullaberg ligger hembygdsgården Himmelstorp med kaffeservering och midsommarfirande. Söder om Mölle ligger Möllehässle naturreservat mellan den gamla banvallen och havet. Området hålls öppet genom bete. Mellan Höganäs och Mölle, längs huvudvägen, ligger Krapperups slott, med en park som är öppen för allmänheten. Sommartid hålls där en del av konserterna i musikfestivalen Musik i Kullabygden.

## Evenemang
Sillens dag avhölls tidigare första helgen i augusti. Denna har nu ersatts med Mölledagen, som hålls i slutet av juli. Attraktionerna inkluderar torghandel, aktiviteter för barnen, artistuppträdanden, dans och andra evenemang.
Pykdagar är en utställning som hålles årligen under tiden juni – augusti fr.o.m. 2012. Den baseras på en samling lokalhistoriska dokument, skänkta till Mölle bysförening av möllebon Hans-Otto Pyk. Samlingen förvaltas av Folklivsarkivet i Lund. 2012 års dagar handlade om bebyggelsen i Mölle, 2013 års dagar handlade om Kullabergs kust och 2014 års dagar kommer att ha titeln "Fartyg, fiske och fina besök".
Kullamannen trail är en löpartävling går årligen på lördagen under Kristi himmelsfärdshelgen.
Till andra regelbundna evenemang hör konserter i Mölle kapell på onsdagar sommartid.

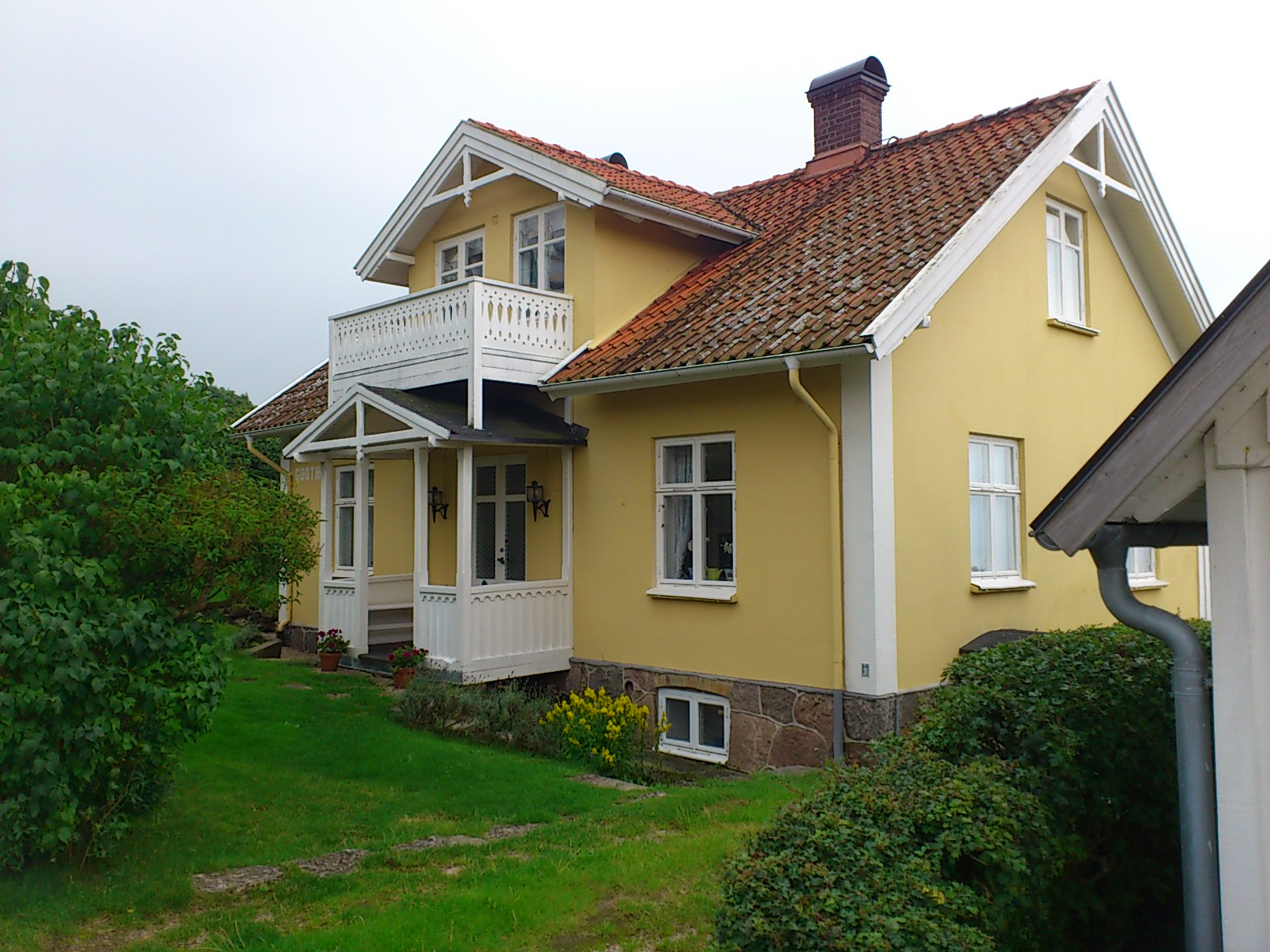
Villa Godthem, ett klassiskt Möllehus, med undantag för att den vanligaste färgen på hus i Mölle är vit. I detta hus bodde Selma Lagerlöf och Sophie Elkan sommaren 1906.

## Författarnas och konstnärernas Mölle
Mölle var ett populärt tillhåll för författare. Litteraturvetaren Georg Brandes uppehöll sig i Mölle sommaren 1890. August Strindberg beskrev ett förvirrat besök i Mölle (i Legender) 1896. Selma Lagerlöf besökte Mölle sommaren 1906 tillsammans med Sophie Elkan. Hon bodde då i Villa Godthem vid Åsvägen. Hjalmar Söderberg träffade danskan Emilie Voss, som han senare gifte sig med, vid ett besök i Mölle 1907. Andra författare som gärna besökte Mölle var Vilhelm Ekelund, Anders Österling, Ola Hansson, Ivar Lo-Johansson, Gabriel Jönsson, Hasse Zetterström alias "Hasse Z" och Olle Länsberg. Författarna höll gärna till på Turisthotellet.
Även om grannorten Arild var mer känd för sitt konstnärsliv, var också ett antal konstnärer förknippade med Mölle. Tidigt ute var Carl Fredrik Hill, som gästade Mölle år 1873. Han gjorde ett antal oljemålningar med motiv från Kullen och Mölle vid sitt besök. Samma år besökte Carl Locher, en av skagenmålarna, Mölle. Andra målare som besökte Mölle var Victoria Westberg, Axel Erdmann samt de danska målarna John Lübschitz och Peter Tom-Petersen. Konstnären Lars Norrman hade anor från Mölle, och bodde tidvis i sina föräldrars hus, den gröna trälängan i hamnen, fram till 1957.
En intressant skara konstnärer och konsthantverkare har under decennierna före och efter sekelskiftet 1999/2000 haft Mölle som sin bas. Bland konsthantverkarna märks exempelvis keramikerna Hertha Bengtson, Rolf Palm, Kerstin Tillberg och Lisa Wohlfart, vidare textilarna Ingrid Dessau, Marianne Richter och Gunilla Petersson samt målarna Alma Öhrström, Ulla Hurtig-Ason och Henrik Bager.

## Mölle i media

### Filmer
Bland stumfilmer som spelats in i Mölle kan nämnas Badende damer (Kullen) (1907), Badlif vid Kullen (1909), Et budskab til Napoleon paa Elba (1909), Kusten vid Mölle (1909), Badlif vid Mölle (1911), Champagneruset (1911), Opiumhålan (1911), En tur till Kullen (1912), Svartsjuka/Kärleksdrömmar (1912), Das Opfer (1912), Um das Glück Betrogen (1913), Ihre Hoheit (1913), Petter och hans båda fästmör (1913), Moderns afskedsbref (1913), Midnattssol (1914), Det gamle fyrtaarn (1914), Under kærlighedens aag (1916) Verdens undergang (1916), och Gyurkovicsarna (exteriörer, 1920).
Bland ljudfilmer som spelats in i Mölle kan nämnas En sjöman till häst (1940), Livet på landet (1943), Kärlek, solsken och sång (1947), Gycklarnas afton (1953), Den gula bilen (1963), Kullamannen (1967), Deadline (1971), Bara en flicka (Kun en pige, 1995) och Bjergkuller (2002). Våren 2006 spelades TV-serien Emblas hemlighet till stora delar in i Mölle.

### Musik
En känd sång där Mölle omnämns är "The Gräsänkling Blues" av Povel Ramel, lanserad 1951. I denna myntades begreppet "Mölle by the Sea". Andra sånger som berör Mölle är "Möllevalsen" (1930), "Möllebergsvalsen" (1932) och "Måne över Öresund" (1948). Fläskkvartetten spelade 2006 in skivan Voices of Eden på Turisthotellet i Mölle.

## Bildgalleri

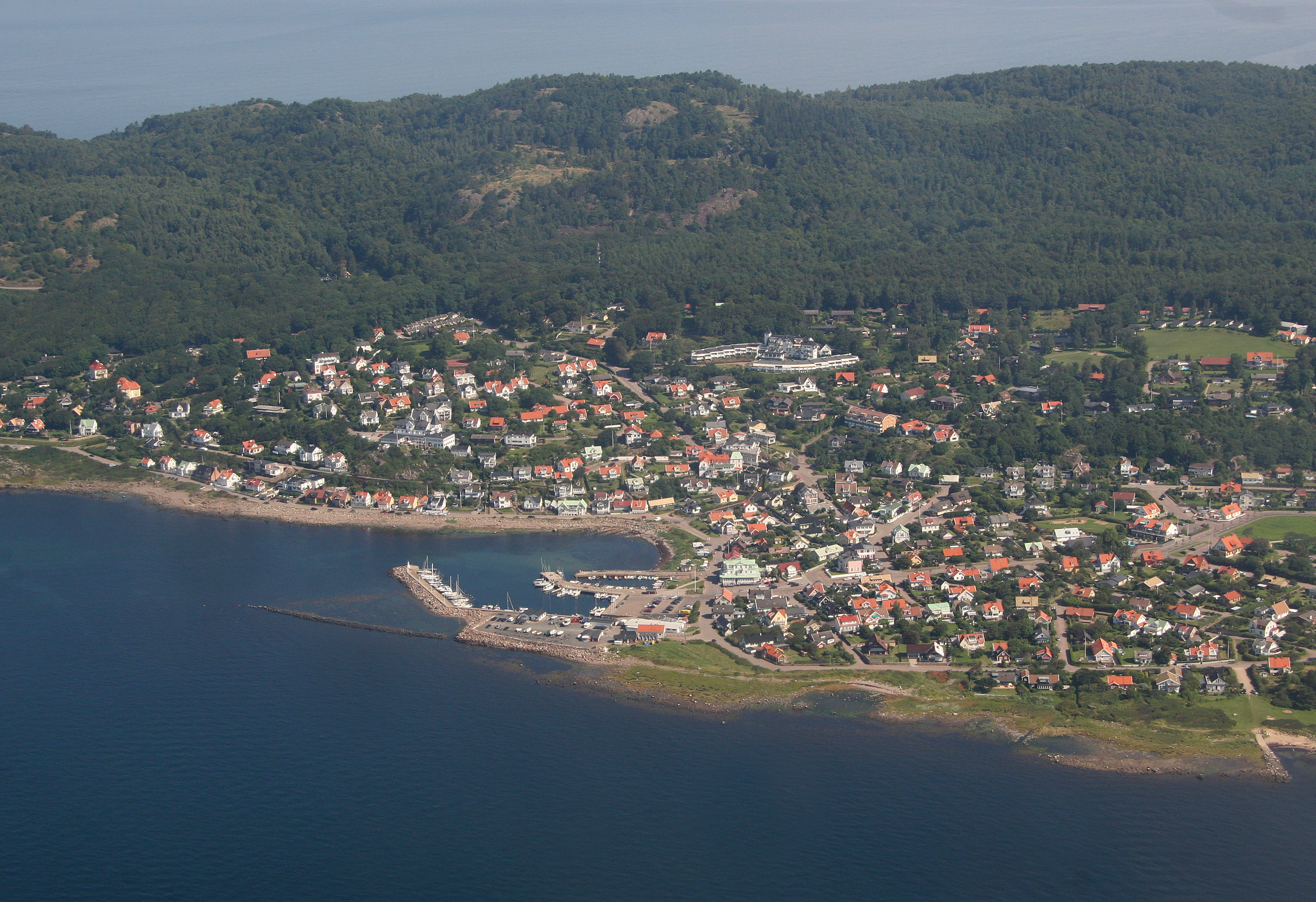
Flygbild över Mölle
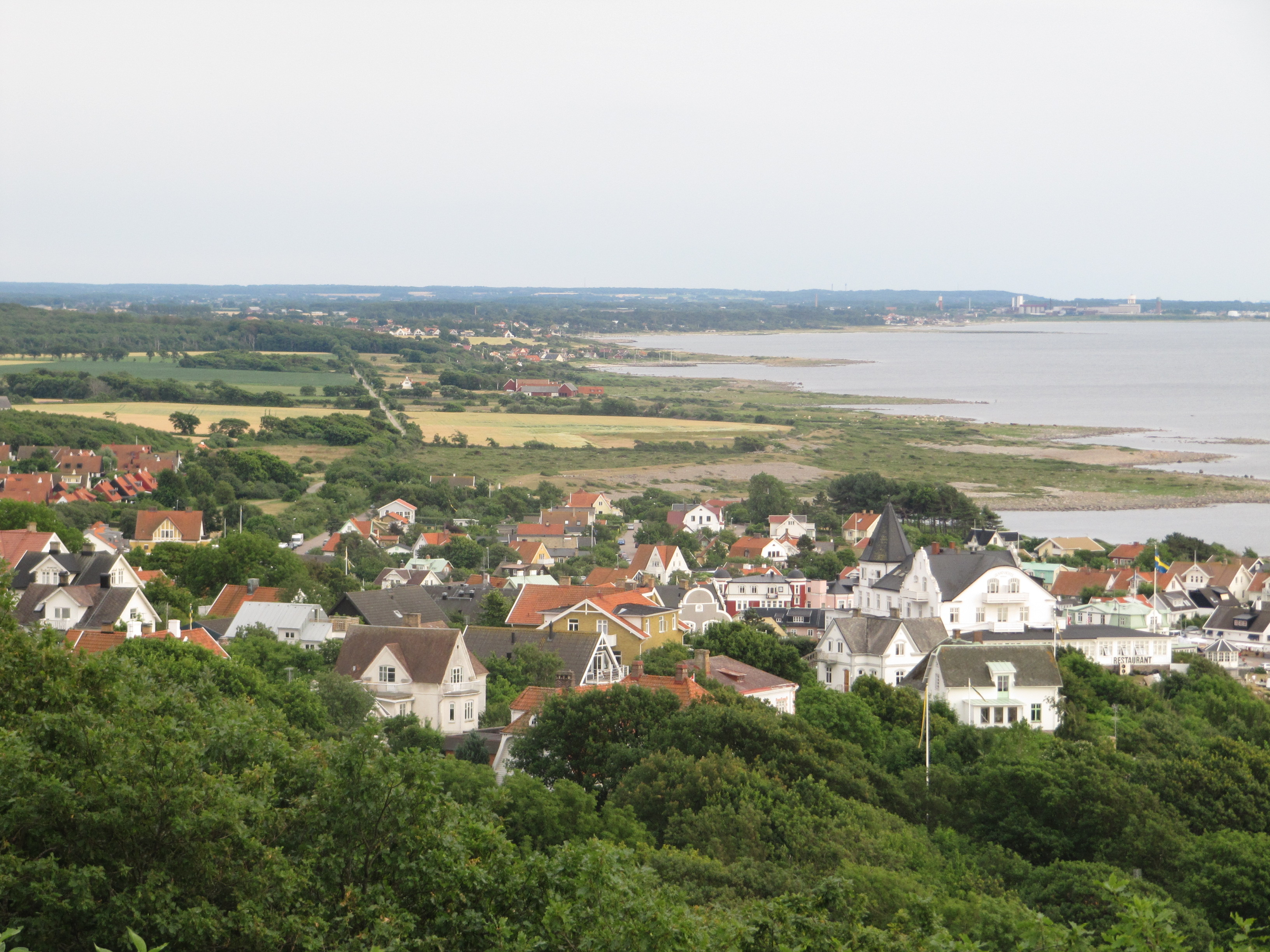
Mölle sett från Italienska vägen
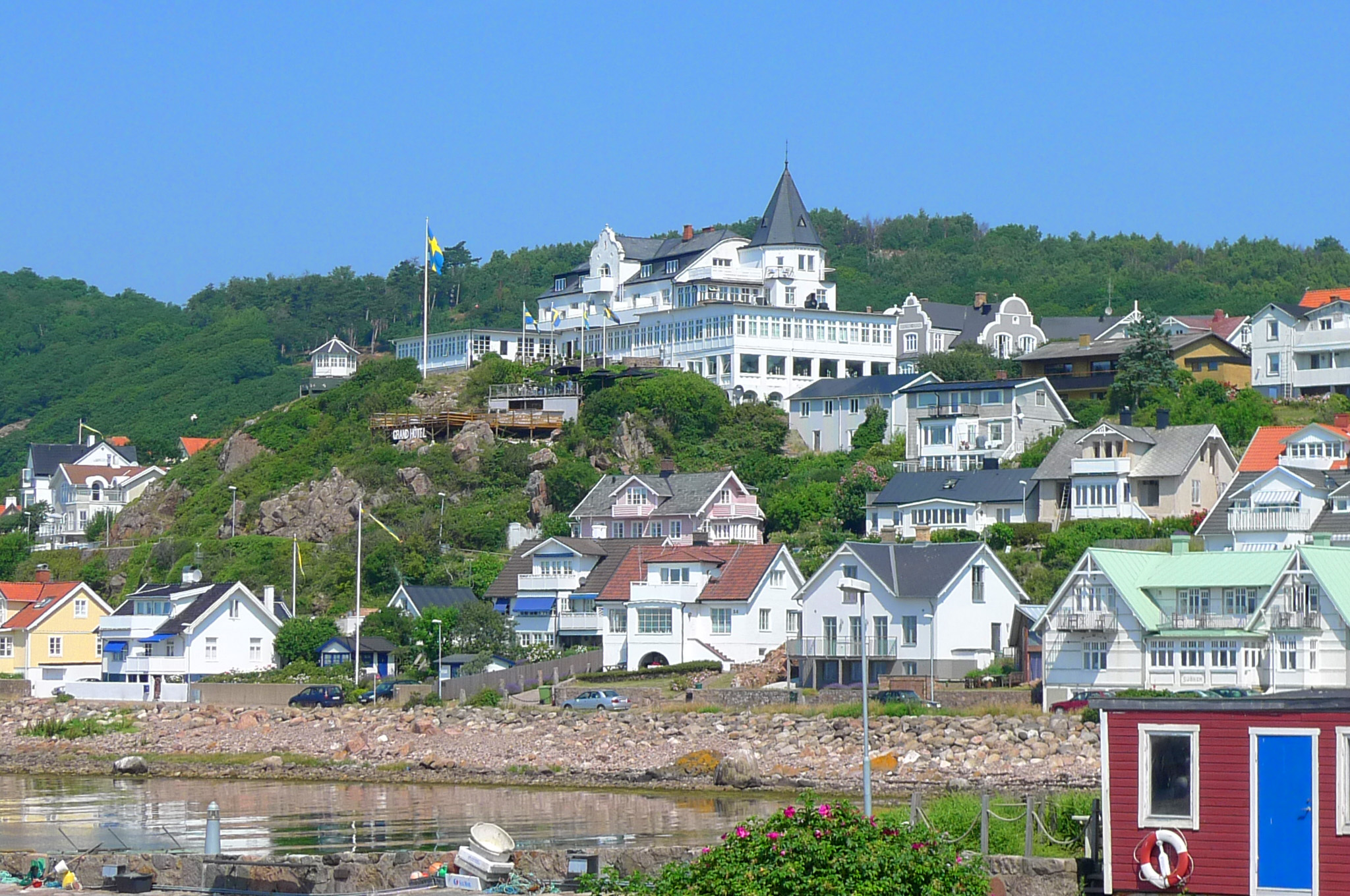
Del av Mölle med Grand Hotel Dahlberg i bakgrunden
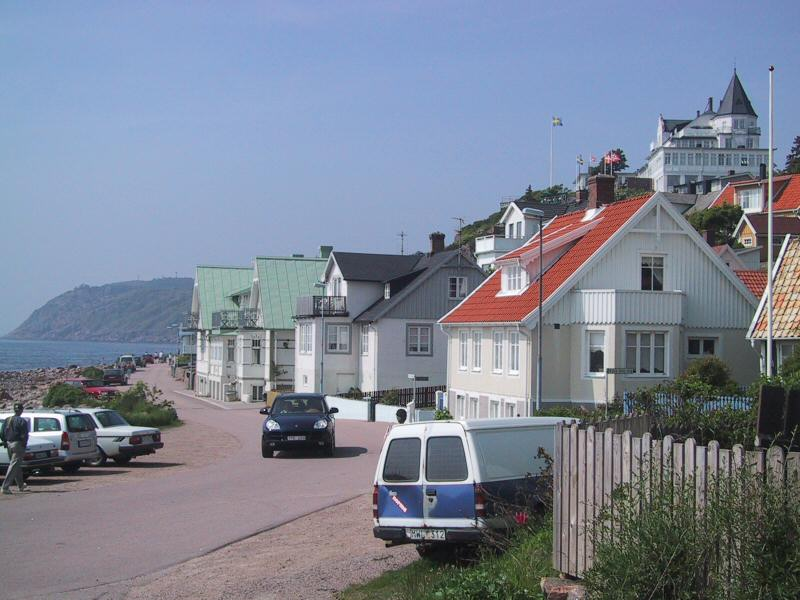
Norra Strandvägen, Mölle
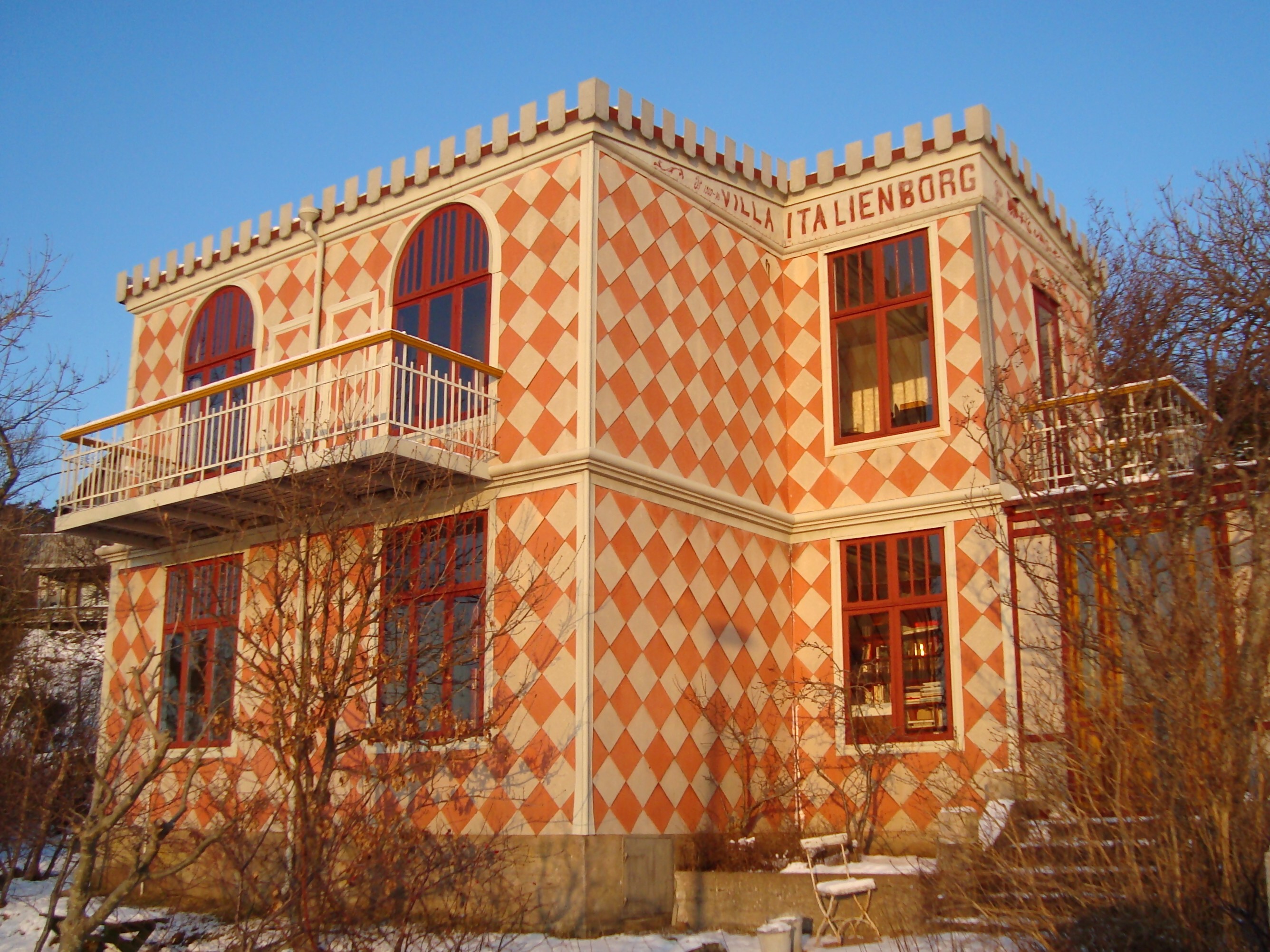
Villa Italienborg, ett av många intressanta hus i Mölle
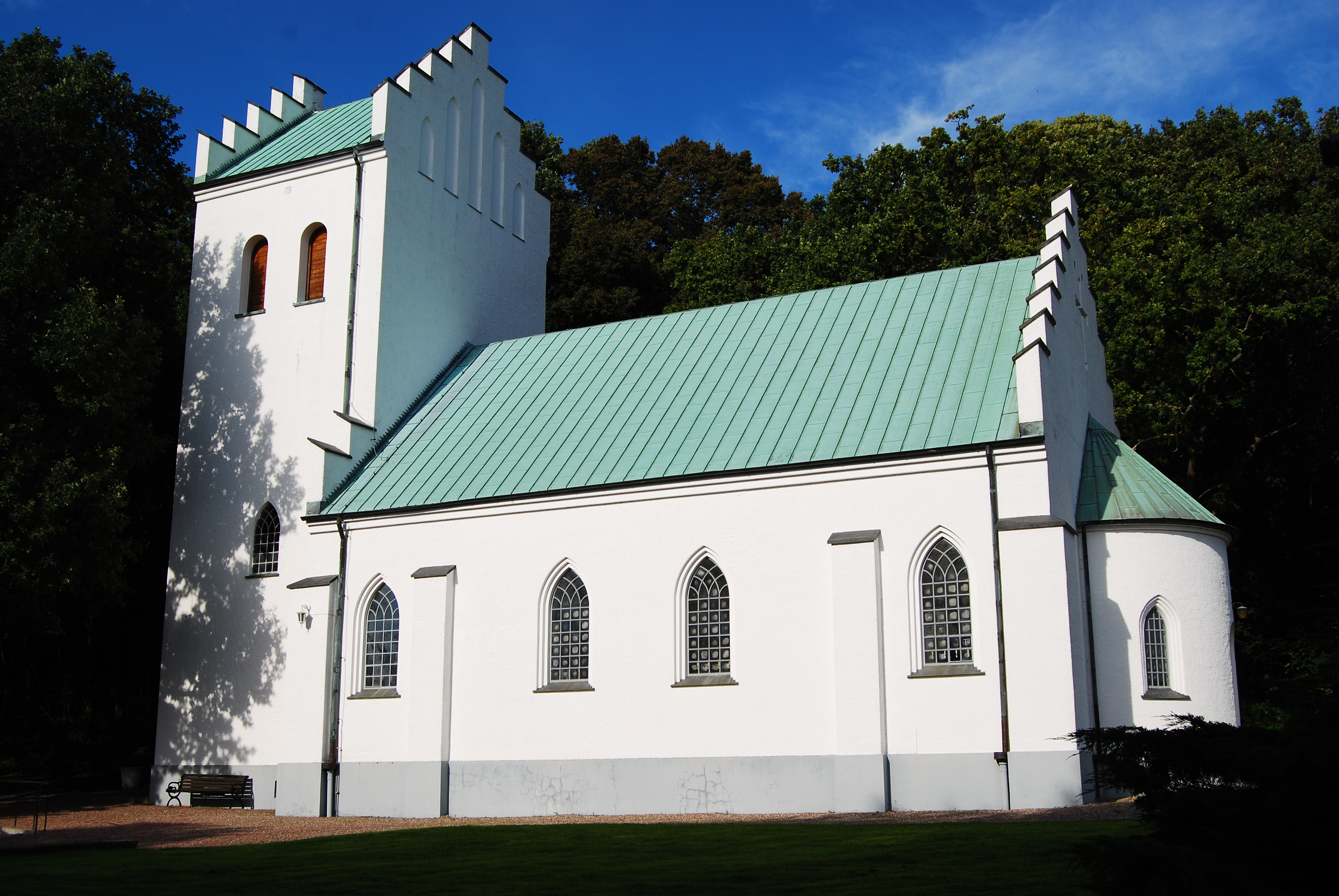
Mölle kapell
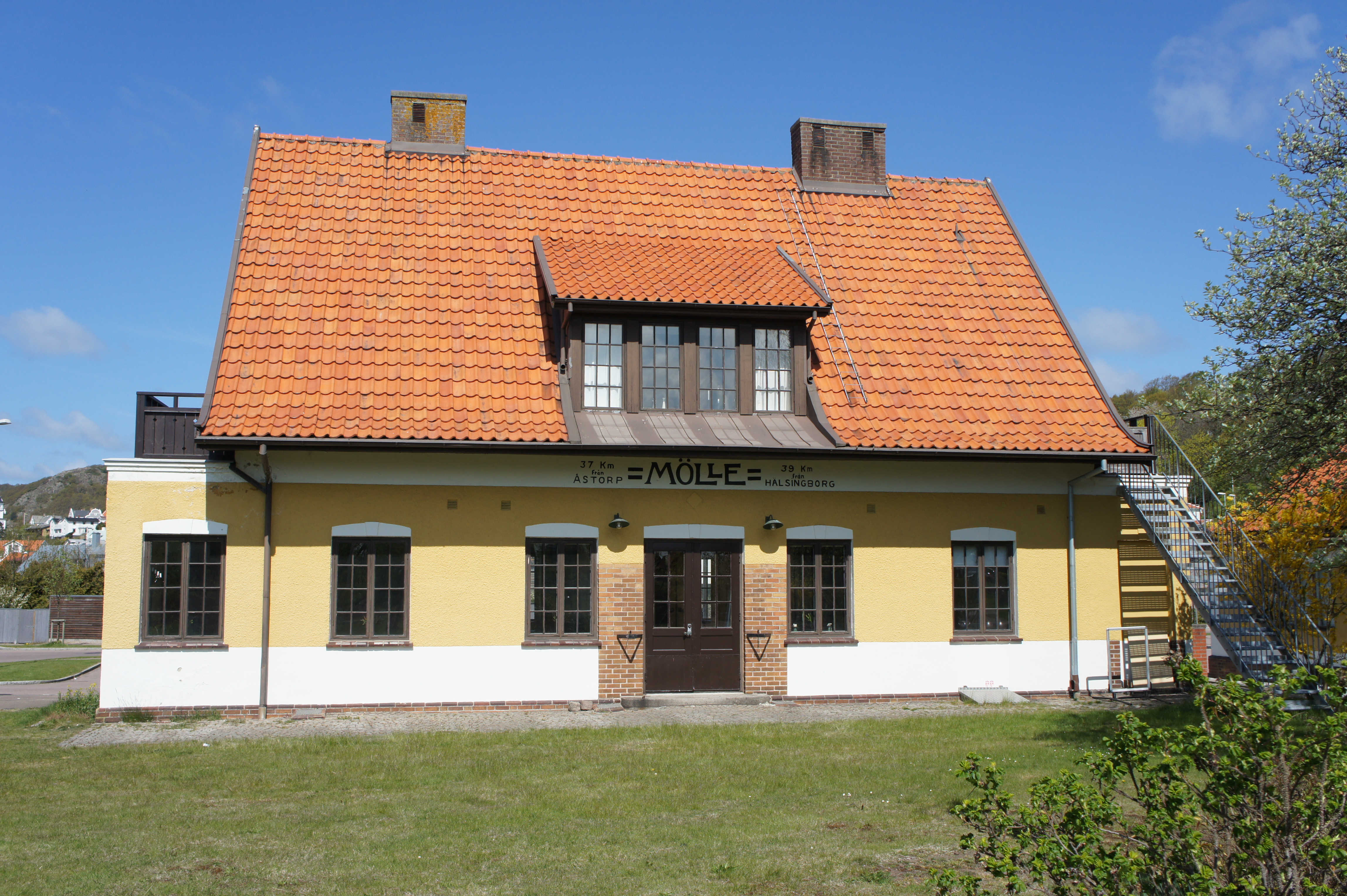
Stationshuset i Mölle